# Gabriel Rossi
Gabriel Rossi (* 6. Mai 1930 in Marseille; † 19. Oktober 2009 in Toulon) war ein französischer Fußballspieler.

## Karriere
Der 175 Zentimeter große Rossi, der sowohl in der Abwehr als auch im defensiven Mittelfeld aufgeboten wurde, gehörte ab 1947 offiziell dem Kader des Erstligisten Olympique Marseille an. Während der Spielzeit 1947/48 wurde er allerdings kein einziges Mal aufgeboten, weswegen ihm am 1948 gewonnenen Meistertitel kein Anteil zukam. Zu seinem Profidebüt kam der damals 18-Jährige, als er am 31. Oktober 1948 bei einer 3:4-Niederlage in einer Erstligabegegnung gegen den Stade Reims auflief. Fortan wurde er zu einer Zeit, in der Ein- und Auswechslungen noch nicht möglich waren, nur sporadisch aufgeboten. An diesem Zustand änderte die nächsten Jahre über nichts, doch Rossi begnügte sich mit der Rolle des Ergänzungsspielers und blieb dem Verein treu. Seine Treue wurde belohnt, als er beim nationalen Pokalfinale 1954 als Teil der ersten Elf gesetzt war. Er nahm seine Position im defensiven Mittelfeld ein und zählte zu seiner Reihe von Spielern, die von Beginn an durch Unkonzentriertheiten und eine fehlende Spielübersicht auffielen. Dementsprechend stand es bereits nach elf Minuten 2:0 zugunsten des Gegners OGC Nizza. Marseille konnte den Rückstand nicht mehr aufholen, verlor mit 1:2 und Rossi hatte seine Chance auf den möglichen Gewinn eines Titels verpasst.
Direkt im Anschluss an das Pokalfinale endete im Sommer 1954 seine Zeit in Marseille und er fand im Zweitligisten RCFC Besançon einen neuen Arbeitgeber. Bei diesem avancierte er umgehend zum Stammspieler und blieb für die Dauer von vier Spielzeiten fester Bestandteil einer Mannschaft, mit der er meist Platzierungen in der unteren Tabellenhälfte belegte. 1958 wechselte er zum Ligarivalen FC Sète, bei dem er ebenfalls zu einem Leistungsträger wurde. Im Jahr 1960 musste sich der Klub jedoch aufgrund finanzieller Probleme aus dem Profigeschäft zurückziehen und der Spieler wechselte daraufhin zum aus der ersten Liga abgestiegenen SC Toulon. Bei Toulon gehörte er wie auch zuvor in Sète zu den Stammspielern, ehe er diese Stellung während der Saison 1962/63 verlor. 1963 beendete er mit 33 Jahren nach 37 Erstligapartien ohne Tor und 275 Zweitligapartien mit drei Toren seine Profilaufbahn.